# PCX
PCX(PiCture eXchange)는 Z소프트에서 개발한 그래픽 파일 포맷이다. Z소프트가 개발한 도스기반의 페인트브러시 프로그램에서 사용하기 위하여 만들어졌다. RLE 압축을 사용하며, 기본적으로 인덱스 컬러를 사용하지만 트루컬러로도 확장할 수 있다. 초기 도스 환경에서 인기가 많은 포맷이었으나, PNG, GIF, JPEG와 같은 더 나은 성능의 포맷에 밀려 최근에는 거의 사용되지 않는다.

## 구조
PCX 파일은 다음과 같은 순서로 세 개의 주요 부분으로 나뉜다.
1. 128 바이트 헤더
2. 그림 데이터
3. (선택 사항) 256색 팔레트

PCX 파일은 IBM 호환 PC에서 사용하도록 설계되었으며 늘 리틀 엔디언 바이트 정렬을 이용한다.

## 일반 PCX 이미지 포맷
| 비트 | 플레인 | 색 수                             |
| ---- | ------ | --------------------------------- |
| 4    | 1      | 팔레트 16색                       |
| 8    | 1      | 팔레트 256색                      |
| 8    | 1      | 256 회색 음영                     |
| 4    | 4      | 16 단계 투명도를 포함한 4095색    |
| 8    | 3      | 24비트 트루 컬러를 포함한 42억 색 |
| 8    | 4      | 256 단계 투명도를 포함한 42억 색  |

| 줄 0       | R R R R R R R R R |
| 줄 0       | G G G G G G G G   |
| 줄 0       | B B B B B B B B B |
| 줄 0       | A A A A A A A A A |
| 줄 1       | R R R R R R R R R |
| 줄 1       | G G G G G G G G   |
| 줄 1       | B B B B B B B B B |
| 줄 1       | A A A A A A A A A |
| 줄 2 등... | ....              |